# Жирона (футбольний клуб)
«Жиро́на» (кат. Girona Futbol Club) — іспанська футбольна команда з однойменного міста в провінції Каталонія. Клуб заснований 23 липня 1930 року, виступає в іспанській Прімері, до якої він повернувся в сезоні 2022—23.
«Жирона» проводить свої домашні матчі на стадіоні «Естаді-Монтіліві», який вміщує 14 624 глядачів. Клуб є частиною еміратської холдингової компанії City Football Group. До структури клубу також входять молодіжна та аматорська жіноча команди.

## Історія
Команда заснована 25 липня 1930 в кав'ярні «Norat» на основі команди «Жирони УЄ», що припинила своє існування. Нова команда почала грати у другому дивізіоні чемпіонату Каталонії і зіграла свій перший матч проти клубу «Артигас Кельні». «Жирона» проводить перший виступ у Сегунді в сезоні 1934–35 а наступного року посіла в своїй групі перше місце і потрапила в плей-оф, де посіла 5-е місце. Це найбільше досягнення в історії клубу. 

Історичний логотип клубу.

Після громадянської війни «Жирона» виступала в дивізіонах Терсеро та Сегунда, а після вильоту з Сегунди в сезоні 1958–59 команда не могла повернутися до неї 50 років. 
23 серпня 2017 року «City Football Group» придбала 44,3 % акцій «Жирони».
У сезоні 2017–18 «Жирона» вперше вийшла до елітного дивізіону й за підсумками сезону посіла 10 сходинку. Центральний нападник каталонців Крістіан Стуані відзначився 21-м забитим м'ячем і ввійшов до п'ятірки кращих бомбардирів чемпіонату. Однак у наступній кампанії «жиронці» провалили кінцівку сезону і за підсумками 38 турів зайняли 18 позицію.
За підсумками сезону 2021–22 «Жирона» отримала підвищення у класі, завдяки перемозі в раунді плей-оф. Підопічні Мічела Санчеса перемогли «Тенеріфе» з рахунком 3:1. 

### Сезон 2022/23
У сезоні 2022–23 новачок Ла Ліги досить впевнено розпочав свої виступи: «біло-червоні» записали до свого активу перемоги над «Валенсією» (1:0), «Севільєю» (2:1) та «Атлетіком» (2:1). 17 січня 2023 року український правий вінгер київського «Динамо» Віктор Циганков офіційно перейшов до «Жирони». Його трансфер обійшовся у 5 млн євро. У матчі 31-го туру Ла Ліги «Жирона» на власному полі перемогла мадридський «Реал» з рахунком 4:2. Покер до свого активу записав уругвайський нападник Валентин Кастельянос. Він став першим гравцем у чемпіонаті Іспанії, який забив чотири голи у ворота «Реала» у XXI столітті. У підсумку «Жирона» завершила сезон на 10-й сходинці й до останнього туру вела боротьбу за потрапляння до Ліги конференцій.

### Сезон 2023/24
У літнє міжсезоння «Жирона» продала двох своїх лідерів: нападник Валентин Кастельянос відправився до «Лаціо» за 15 млн євро, а лідер півзахисту Оріоль Ромеу перейшов до каталонської «Барселони». Однак «біло-червоні» придбали українського нападника СК Дніпро-1 Артема Довбика та орендували нападника «Труа» Савіо.
«Жирона» досить впевнено розпочала сезон 2023−24. Після п’яти турів підопічні Мічела Гонсалеса набрали 13 із 15 можливих залікових пунктів. «Біло-червоні» упевнено обіграли «Хетафе» з рахунком 3:0. Особливими стали поєдинки 5-го та 38 турів проти «Гранади». В матчі першого кола Віктор Циганков відзначився ударом з-за меж карного майданчика, а Артем Довбик віддав гольову передачу на Давіда Лопеса. Після 13-го туру «Жирона» одноосібно очолювала турнірну таблицю, що стало справжньою сенсацією, на два пункти випереджаючи мадридський «Реал» та на 4 очки — каталонську «Барселону». 
«Жирона» довгий час вела запеклу боротьбу з «Реалом» за чемпіонський титул, проте у весняному відрізку чемпіонату жиронці провели декілька невдалих матчів, які відкинули команду аж на третю сходинку. Проте особливим для команди залишаться звитяги над «Барселоною», в обох випадках підопічні Мічела Санчес святкували перемогу з рахунком 4:2, а матч останнього, 38 туру став цікавим мабуть не тільки для фанів каталонського клубу, а й для всіх поціновувачів іспанського футболу. Каталонці розгромно перемогли насридів (7:0) в якому Артем Довбик зробив хет-трик.
За підсумками сезону «Жирона» гарантувала собі місце в Лізі чемпіонів та посіла третю сходинку, що стало найкращим результатом команди за всю історію.

## Склад команди
Станом на 2 жовтня 2024 року.
| №  | Поз. | Нац.       | Гравець                               |
| -- | ---- | ---------- | ------------------------------------- |
| 1  | ВР   | Іспанія    | Хуан Карлос                           |
| 3  | ЗХ   | Іспанія    | Мігель Гутьєррес                      |
| 4  | ЗХ   | Іспанія    | Арнау Мартінес                        |
| 5  | ЗХ   | Іспанія    | Давід Лопес                           |
| 6  | ПЗ   | Нідерланди | Донні ван де Бек                      |
| 7  | НП   | Уругвай    | Крістіан Стуані (капітан)             |
| 8  | НП   | Україна    | Віктор Циганков                       |
| 9  | НП   | Іспанія    | Абель Руїс                            |
| 10 | НП   | Колумбія   | Ясер Аспрілья                         |
| 11 | НП   | Нідерланди | Арно Даньюма (в оренді з Вільярреала) |
| 13 | ВР   | Аргентина  | Пауло Гассаніга                       |
| 14 | ПЗ   | Іспанія    | Оріоль Ромеу (в оренді з Барселони)   |

| №  | Поз. | Нац.               | Гравець                                   |
| -- | ---- | ------------------ | ----------------------------------------- |
| 15 | ЗХ   | Іспанія            | Хуанпе                                    |
| 16 | ЗХ   | Іспанія            | Алехандро Франсес                         |
| 17 | ЗХ   | Нідерланди         | Дейлі Блінд                               |
| 18 | ЗХ   | Чехія              | Ладислав Крейчий                          |
| 19 | НП   | Північна Македонія | Боян Міовський                            |
| 20 | НП   | Іспанія            | Браян Хіль (в оренді з Тоттенгем Готспур) |
| 21 | ПЗ   | Венесуела          | Янхель Еррера                             |
| 22 | ПЗ   | Колумбія           | Джон Соліс                                |
| 23 | ПЗ   | Іспанія            | Іван Мартін                               |
| 24 | НП   | Іспанія            | Порту                                     |
| 25 | ВР   | Іспанія            | Пау Лопес (в оренді з Олімпік Марсель)    |
| 27 | НП   | Нідерланди         | Габріел Місегуй                           |